# Thomomys bottae
Espèce
Statut de conservation UICN

 LC  : Préoccupation mineure
Thomomys bottae, le Gaufre de Botta ou Gaufre à poche occidental ou encore Gaufre à poche des montagnes est une espèce de rongeurs de la famille des Geomyidae. Ce gaufre se rencontre au Mexique et aux États-Unis.
Cette espèce a été décrite pour la première fois en 1836 par Joseph Fortuné Théodore Eydoux (1802-1841), un chirurgien de la Marine française qui est l'auteur de travaux naturalistes en collaboration avec le zoologiste et paléontologue français Paul Gervais (1816-1879).

## Liste des sous-espèces
Selon Paleobiology Database (13 nov. 2012) :
- sous-espèce Thomomys bottae fulvus

Selon NCBI (13 nov. 2012) :
- sous-espèce Thomomys bottae actuosus
- sous-espèce Thomomys bottae albatus
- sous-espèce Thomomys bottae alpinus
- sous-espèce Thomomys bottae alticolus
- sous-espèce Thomomys bottae amargosae
- sous-espèce Thomomys bottae analogus
- sous-espèce Thomomys bottae angularis
- sous-espèce Thomomys bottae argusensis
- sous-espèce Thomomys bottae aureus
- sous-espèce Thomomys bottae awahnee
- sous-espèce Thomomys bottae bottae
- sous-espèce Thomomys bottae brevidens
- sous-espèce Thomomys bottae cactophilus
- sous-espèce Thomomys bottae chrysonotus
- sous-espèce Thomomys bottae connectens
- sous-espèce Thomomys bottae cultellus
- sous-espèce Thomomys bottae curtatus
- sous-espèce Thomomys bottae fulvus
- sous-espèce Thomomys bottae guadalupensis
- sous-espèce Thomomys bottae imitabilis
- sous-espèce Thomomys bottae incomptus
- sous-espèce Thomomys bottae ingens
- sous-espèce Thomomys bottae lacrymalis
- sous-espèce Thomomys bottae laticeps
- sous-espèce Thomomys bottae lenis
- sous-espèce Thomomys bottae leucodon
- sous-espèce Thomomys bottae litoris
- sous-espèce Thomomys bottae mewa
- sous-espèce Thomomys bottae mohavensis
- sous-espèce Thomomys bottae opulentus
- sous-espèce Thomomys bottae oreoecus
- sous-espèce Thomomys bottae pervagus
- sous-espèce Thomomys bottae providentialis
- sous-espèce Thomomys bottae riparius
- sous-espèce Thomomys bottae ruidosae
- sous-espèce Thomomys bottae saxatilis
- sous-espèce Thomomys bottae scapterus
- sous-espèce Thomomys bottae stansburyi
- sous-espèce Thomomys bottae vescus
- sous-espèce Thomomys bottae xerophilus